# Nicole Aniston
Nicole Aniston (San Diego, California; 9 de septiembre de 1987) es una actriz pornográfica y modelo erótica estadounidense.

## Carrera
Nicole Aniston se inició en la industria del cine para adultos en 2009 y desde entonces ha aparecido en más de 700 películas. Fue Pet of the Month de la revista Penthouse como Miss agosto de 2012, y la Penthouse Pet of the Year de 2013.

## Premios y nominaciones
| Premiación        | Año  | Resultado | Categoría                                                          | Trabajo                                                            |
| ----------------- | ---- | --------- | ------------------------------------------------------------------ | ------------------------------------------------------------------ |
| XBIZ Award        | 2012 | Nominada  | Nueva Estrella Joven del Año.                                      | Nueva Estrella Joven del Año.                                      |
| XBIZ Award        | 2013 | Nominada  | Intérprete Femenina del Año.                                       | Intérprete Femenina del Año.                                       |
| XBIZ Award        | 2014 | Nominada  | Mejor Escena de Sexo Todas-Chicas.                                 | Girls Who Love Girls 1.                                            |
| XBIZ Award        | 2015 | Nominada  | Mejor Escena de Sexo en Lanzamiento Vignette.                      | Tonight's Girlfriend 24.                                           |
| XBIZ Award        | 2016 | Nominada  | Mejor Escena de Sexo en Lanzamiento Vignette.                      | 2 Chicks Same Time 20.                                             |
| XBIZ Award        | 2017 | Nominada  | Mejor Escena de Sexo en Lanzamiento Vignette.                      | Tonight's Girlfriend 55.                                           |
| AVN Award         | 2013 | Nominada  | Escena de Sexo Más Indignante.                                     | Men in Black: A Hardcore Parody (con Mia Lelani y Brad Armstrong). |
| AVN Award         | 2015 | Nominada  | Fan Awards:Mejores Senos.                                          | Fan Awards:Mejores Senos.                                          |
| AVN Award         | 2017 | Nominada  | Mejor Escena de Sexo en Grupo Todas-Chicas.                        | Tasty Treats.                                                      |
| Sex Awards        | 2013 | Nominada  | Estrella Porno del Año.                                            | Estrella Porno del Año.                                            |
| Sex Awards        | 2013 | Nominada  | El Mejor Cuerpo del Porno.                                         | El Mejor Cuerpo del Porno.                                         |
| Sex Awards        | 2013 | Nominada  | Estrella Adulta del Año.                                           | Estrella Adulta del Año.                                           |
| Nightmoves Awards | 2015 | Nominada  | Fan Awards: Mejor Bailarina Destacada de Filme Estelar de Adultos. | Fan Awards: Mejor Bailarina Destacada de Filme Estelar de Adultos. |